# Emne
 Der er for få eller ingen kildehenvisninger i denne artikel, hvilket er et problem. Du kan hjælpe ved at angive troværdige kilder til de påstande, som fremføres i artiklen.

Et emne er det, der tales og skrives om, som et dokument behandler eller er om, eller det, der søges information om.

## Emnebestemmelse
Henning Spang-Hanssen (1974, side 35) skrev: "At angive en ytrings eller teksts emne – "hvad den handler om" – hører med til at kunne et naturligt sprog, og at sige eller skrive noget om et opgivet emne er en færdighed, som opøves i skolen".
Det siger sig selv, at manglende emnekendskab kan være en forhindring for at kunne bestemme et dokuments emne. Hvis man ikke ved at Pico da Neblina er en bjergtinde i Brasilien, kan man ikke fastslå at en tekst om denne hører til emnet "Brasiliens geografi". Man kan naturligvis slå det op, men så gør man sig afhængig af andres emnebestemmelse, og manglende emnekendskab betyder også manglende forudsætninger for at vurdere andre personers emnebestemmelser. Manglende emnekendskab betyder således at man ikke i det konkrete kan fastslå en teksts eller ytrings emne eller vurdere kvaliteten af allerede foretagne emneangivelser. Det kan også på det abstrakte plan skabe forvirring om hvad begrebet emne betyder hvis man ikke arbejder frem og tilbage mellem det konkrete og abstrakte niveau på grund af manglende emnespecifik viden. 
Foruden problemet med emnekendskab knytter der sig problemer om subjektivitet og objektivitet til emnebestemmelsen. Er en emnebestemmelse af fx en bog alene bestemt af bogens indhold, eller er den også bestemt af de mulige svar, som bogen kan formidle, og som emnebestemmelsen skal bidrage til at formidle? Det første betegnes "indholdsorienteret emnebestemmelse," det sidste betegnes spørgsmålsorienteret emnebestemmense (jf Hjørland, 1992, 1993).

## Emnebetegnelser
Resultatet af en emneanalyse af fx en tekst eller et billede kan udtrykkes i forskellige sprog eller symbolsystemer, herunder i "naturligt sprog" (fx dansk) eller i særlige "kontrollerede vokabularer", der er udviklet til formålet, herunder emneordslister, tesauri, klassifikationssystemer osv. I bl.a. danske folkebiblioteker beskrives bøgers emne dels ved en klassifikationskode fra systemet "DK5", dels ved emneord. 
Et givent symbolsystem er et udtryk for en "verdensopfattelse" (eller en opfattelse af noget konkret, fx en kunstopfattelse). De, der er oplært i et specifikt system, tenderer imod at overtage dette systems verdensopfattelse. Det er derfor vigtigt at udforske og udfordre de forskellige verdensopfattelser, så emneanalysen ikke bliver smalsporet og ensidig – og så symbolsystemerne kan videreudvikles. 

## Synonymer og nærsynonymer
Betegnelsen "emne" anvendes nogle gange synonymt med betegnelser som fx "handler-om", "aboutness", "topik", "tema", og "indhold", mens der andre gange skelnes mellem (nogle) af disse begreber. 
Emne kan adskilles fra indhold fordi tekster med forskelligt indhold kan tildeles samme emne. Emne kan adskilles fra tema fordi forskellige artikler i et temanummer normel vil indekseres med forskellige emneord. 
I lingvistik anvendes bl.a. begrebsmodsætningerne topik-kommentar (engelsk: topic-comment) og tema-rema (engelsk: theme-rheme).

## Eksterne links
Wikipedia (Engelske udgave). Topic-comment